# Fachaufsichtsbeschwerde
Die Fachaufsichtsbeschwerde ist ein auf Überprüfung der Rechtmäßigkeit und Zweckmäßigkeit gerichteter formloser Rechtsbehelf. Sie kann von jedermann, nicht nur dem durch eine bestimmte behördliche Maßnahme Beschwerten, eingelegt werden und ist nicht fristgebunden. Das Verfahren ist kostenfrei.
Sie richtet sich an den Vorgesetzten oder die Aufsichtsbehörde, der bzw. die die Fachaufsicht innehat. Die Fachaufsicht kann dabei auch bei einem anderen Verwaltungsträger liegen. So kann die Fachaufsicht über Maßnahmen des Bürgermeisters einer Gemeinde beim Landrat (in seiner Funktion als Landesbehörde) liegen, die Fachaufsicht über Maßnahmen des Landrats (in seiner Funktion als Kreisbehörde) beim Regierungspräsidenten (als Landesbehörde).
Die übergeordnete Behörde muss über diesen Rechtsbehelf entscheiden. Eine Begründung muss die Fachaufsichtsbehörde offiziell nicht geben, aber üblicherweise erfolgt sie aus dem Selbstverständnis als transparente Dienstleisterin für Bürger und Gesellschaft.

## Abgrenzung
Während die Dienstaufsichtsbeschwerde sich gegen das Verhalten einer Amtsperson richtet, bezieht sich die Fachaufsichtsbeschwerde auf eine konkrete fachliche Entscheidung einer Behörde, die überprüft, gegebenenfalls geändert werden oder auch zu anderen Fachentscheidungen in künftigen Fällen führen soll.
Die Fachaufsichtsbeschwerde gehört neben der Dienstaufsichtsbeschwerde, der Gegenvorstellung und der Petition im engeren Sinne zu den Petitionen im weiteren Sinne, die in Deutschland auf dem Petitionsrecht gemäß Artikel 17 des Grundgesetzes basieren.
Anders als förmliche Rechtsbehelfe wie Widerspruch und die verwaltungsprozessualen Klagen haben Aufsichtsbeschwerden keine aufschiebende Wirkung. Sie können jedoch gerade wegen ihres „voraussetzungslosen“ und informellen Charakters einem (berechtigten) Anliegen zum Erfolg verhelfen.